# 日记

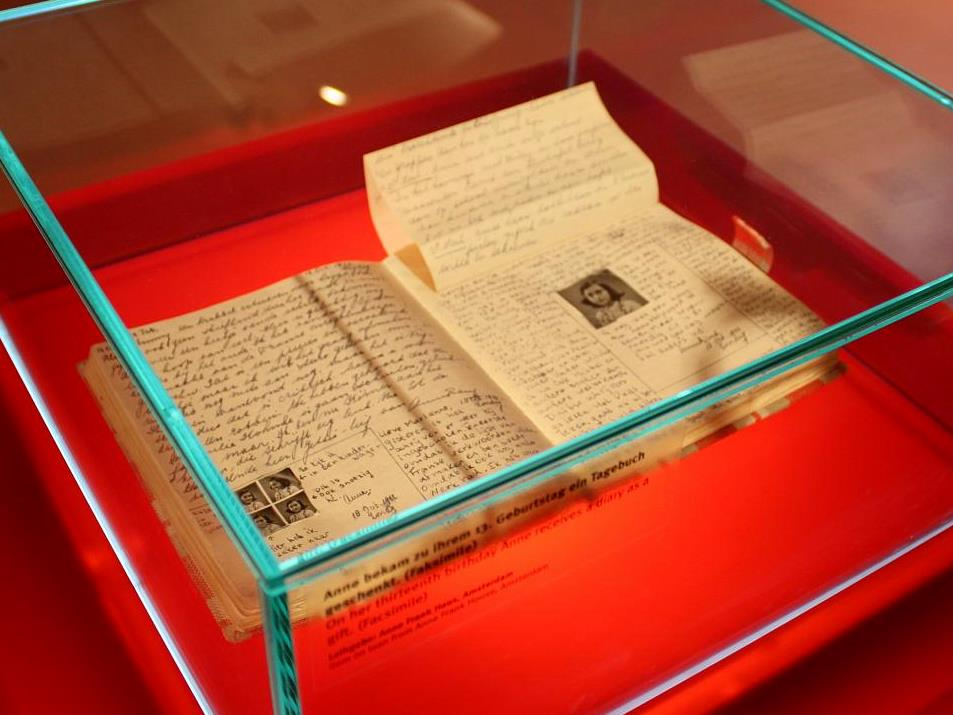
《安妮日記》由安妮·法蘭克所寫，此書發行版的內容摘錄自安妮在納粹佔領荷蘭的時期所寫的日記內容，並於戰後由她倖存的父親加以整理出版。

日记是以日期为排列顺序的笔记。一开始的日记是人们用日记来记录天气、事件一直到个人心理感受以及思想深处。日记可以是记录将要做的事情的，也能记录已经发生的事情和心情。
已知最早的类似日记的书是《梅勒日记》，这是一本古埃及航海日志，其作者描述了石灰石从图拉到吉萨的运输，很可能覆盖在大金字塔的外面。现存最古老的日记来自中东和东亚文化，尽管更早的作品To Myself（Τὰ εἰς ἑαυτόν），今天被称为沉思錄，由罗马皇帝马库斯·奥勒留在公元 2 世纪下半叶用希腊文写成，已经显示出日记的许多特点。枕边书日本宫廷淑女和亚洲旅行杂志提供了这种写作类型的某些方面，尽管它们很少只包含日间记录。
中国的日记源远流长，有“日录”、“日历”、“日谱”、“日志”、“日谈”、“日注”、“计日”等不同称呼。目前學界認定中国最早的日記始於西漢。经学家俞樾认为日记起源于东汉，如马笃伯《封禅仪记》，就已逐日记叙登泰山之事。宋朝是書寫日记的繁兴期，北宋時期的政治人物大多有寫日記習慣。南宋流行“旅遊日記”和“出使日記”，如陆游和范成大的日记，日本、美国分别有译注本或研究论著出版。元代郭畀的《客杭日記》，落筆必先寫氣象：如「初三日，雨」、「初六日，晴」，與現代日記無異。清代李慈铭日记逾百万字，薛福成《出使四国日记》（1890年）、梁启超访美《新大陆游记》（1903年）对近代中国产生过巨大影响。

## 日記道德
日記是最私人、最隱私的一種將自己內心感受諸之筆墨的表達方式。傳統上，對待每個人的日記時，都必須守著「日記道德」。包括尊重個人日記的私隱、只有在日記主人允許的狀況下，方可看其日記，亦不可以偷看人家的日記。日記主人亦應將日記儲藏在保密的地方。
有些名人的日記都寫得十分謹慎，這是因為作者生前即預知這些日記將來可能會流傳後世，例如晚清四大日记，指《翁同龢日记》、李慈铭的《越縵堂日记》、《王闿运日记》与《叶昌炽日记》。又如《曾國藩日記》、《胡適日記》、《苏雪林日记》、《蔣介石日記》。一些名人日記在作者生前即行公開，又經常修修改改，不免失之矫饰，魯迅說道：“《越縵堂日記》近來已極風行了。我看了卻總覺得他每次要留給我一些很不舒服的東西。為什麼呢？一是鈔上諭，……二是許多墨塗，……三是早給人家看，鈔，自以為一部著作了。我覺得從中看不見李慈銘的心，卻時時看到一些做作”。晚清文人好寫日記，往往成為最佳的中國近代史料。1961年，罗尔纲主编《太平天国史料丛编简辑》，即大量選取赵烈文之《能静居日记》。現在的文人也頗愛寫日記，张昌华曾閱讀《苏雪林日记》，提到這套四百万言日记是“毫无矫饰的生活独白”。。史家黃仁宇撰寫《從大歷史的角度讀蔣介石日記》之時，並沒有機會閱讀到第一手的《蔣介石日記》，而是參考秦孝儀、毛思誠所編輯的類抄本。至於真本《蔣介石日記》目前暫存於美國史丹佛大學胡佛研究所檔案館。胡佛研究院於2006年3月31日开放《蒋介石日记》，開放供研究者參閱，日记开放的第一天，中國近代史專家杨天石一早就在門外排隊守候。台灣女作家龍應台寫《大江大海一九四九》一書，多次前往美國翻看《蔣介石日記》。
法國國王路易十六最勤於寫日記，其內容則近於瑣碎，許多章節是交代狩獵的成績。1789年7月14日，爆發法國大革命，人民攻占巴黎巴士底監獄，他在當天日记中写道：“14日，星期二，無事可記（Rien）”。他的日記現在保存在法國國家檔案館裡，這些日記內容字體工整，應是有專人按照路易十六原稿重新謄寫的副本。
胡適生前勤寫日記，但他也同意寫日記非常花費時間，故能持之以恆者不多。日記也能帶給人們奮發向上的精神力量，將私人之生命歷程透過作者的特殊筆法活潑地敘述出來，每個故事就是人生的某一景緻。如謝明輝教授所著《小明教授奮鬥日記—從軍生活》一書，說的即為作者的從軍生涯，有別一般日記。且這本日記在寫作上也提供一些思考，如電影評論、詩歌創作、景物描寫、事物哲理……等等，可說是兼具理性及感性的樂趣。
日記作為反躬自省之依據，確實有其效果，做為訓練措施是有必要。日記罪這是指文化大革命期間書寫日記而被指控、判定犯罪並量刑懲處，被歸入「反革命罪」。

## 公開日記

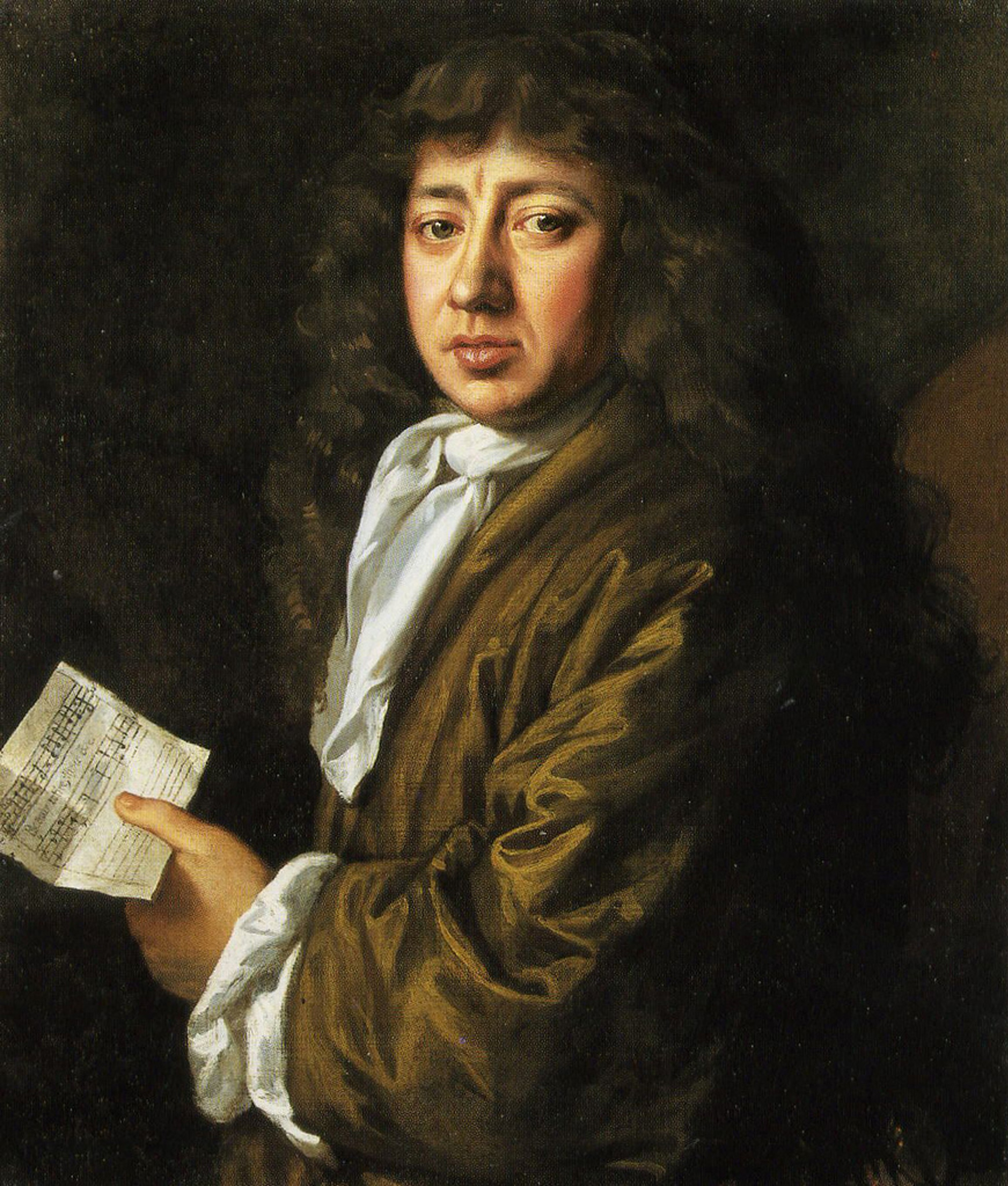
日記作家塞缪尔·皮普斯

隨著互聯網的流行，網上日記漸漸流行，這樣的日記形式被統稱為網誌。這種網上公開日記與傳統日記那種紀錄自己私人事情的保密的原意已經背道而馳。不過，由於新一代的思想轉變，所以網上公開日記漸漸普及起來，甚至發展成結合多媒體多元化的部落格。

## 日記種類
- 紙本日記：常见日记本类型：每日一页，例如自在手帐本，两天一页日记本，5年日记本。國民日記、青年日記、少年日記、《越縵堂日記》、曾文正公日記、蔣中正日記、蔣經國日記。
- 電子日記：溫度日記、Opendiary、Blog、網上日記。
- 閱讀日記：《日知錄》，閱讀日誌。
- 影像日記：Yahoo相簿。
- 文學日記：蒂蒂日記，2003日記，2004日記，創作日記。
- 旅遊日記
- 帳簿日記：會計學上使用的日記簿，記錄會計交易分錄用。

## 虛構日記
一些作家的作品會以日記形式撰寫，如英國作家喬治·格羅史密斯的小人物日記、中國作家魯迅的《狂人日記》等。